# Севілья (футбольний клуб)
Севілья (ісп. Sevilla) — професійний іспанський футбольний клуб з міста Севілья. Заснований 25 січня 1890 року та є одним з найсильніших клубів в Андалусії. Один з найтитулованіших клубів у чемпіонаті Іспанії. Семиразовий володар Ліга Європи УЄФА та переможець Суперкубку УЄФА. Серед найвідоміших гравців: Дієго Марадона, Дієго Сімеоне, Данієл Алвес, Серхіо Рамос, Фредерік Кануте, Іван Ракитич.

## Історія
Севілья вважається одною з найстаріших футбольних клубів не лише свого міста, а всієї Іспанії. 
Датою заснування клубу вважається 4 жовтня 1905 року, за ентузіазму декулькох британців. Перший колектив складався з 23 гравців, 4 з них мали англійський паспорт. 
Початковим місцем проведення матчів для команди була ділянка, яка призначалася для ведення городництва. Трохи з часом команда переїхала до району Сан-Себастьяна,  де виступала на місцевому лузі.
Свої перші ігри команда проводила спочатку на ділянці, призначеній під город, потім переїхала до району Сан-Себастьяна, виступаючи на місцевому лузі. У 1907 році клуб вирушив на свій перший виїзний матч, який мав відбутися проти «Рекреативо»  з Уельви.
У 1913 році клуб придбав свій поки ще недосконалий стадіон. Приблизно в той же час з'явилися гімн, герб і прапор «Севільї».
У 1914 році команда виграла свій перший Кубок Севільї (Copa de Sevilla), в [1935] році виграла перший Кубок Короля, а після іспанської Громадянської війни виграла перший Кубок Генералісимуса (Copa del Generalisimo).
У 1940-і роки клуб опинився на підйомі, команда 17 разів вигравала Чемпіонат Андалусії і двічі ставала чемпіоном Севільї. Проте звання чемпіона Іспанії клуб зумів виграти лише один раз — в сезоні 1945/1946, після чого понад півстоліття залишився без трофеїв взагалі.
Історичним суперником севільців є команда, також розташована в Андалусії — «Реал Бетіс» (Real Betis). 8 жовтня 1915 відбулася перша гра-дербі Севільї між командами «Севілья» та «Реал Бетіс», яку «Севілья» виграла з рахунком 4:3. У 1968 році «Севілья» потрапляє у другий дивізіон, повторює це на початку 1970-х і двічі — в 1990-х. У 2001 році команда отримала друге дихання. У сезоні 2003/2004 клуб вперше за 20 років доходить до півфіналу Кубка Іспанії і потрапляє в Єврокубки.

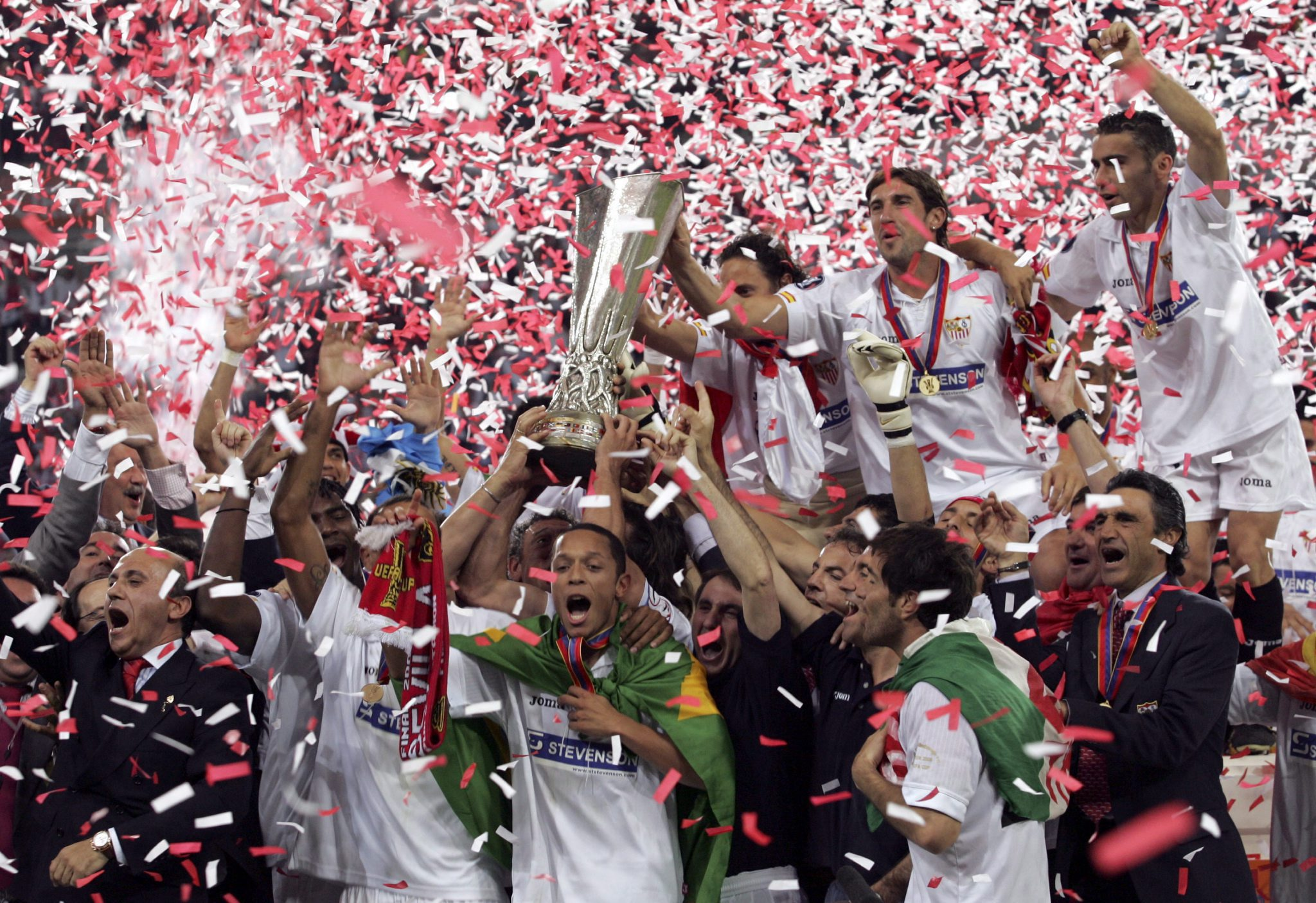
«Севілья» святкує перемогу в Кубку УЄФА. 10 травня 2006 року

Команда є чемпіоном Іспанії (1946), Срібним призером чемпіонату Іспанії (1940, 1943, 1951, 1957), володарем Кубка Іспанії (1935, 1939, 1948, 2007), фіналістом Кубка Іспанії (1955, 1962), володарем Суперкубка Іспанії (2007), володарем Кубка УЄФА (2006, 2007), володарем Суперкубка УЄФА (2006), володарем Кубка РЖД (2008).
У складі команди грали такі гравці, як: Дієго Марадона, Рінат Дасаєв, Дієго Сімеоне, Хав'єр Савіола, Даніель Алвес, Крістіан Поульсен, Марсело Отеро, Іван Саморано, Роберт Просинечки, Давор Шукер, Фредерік Кануте, Сейду Кейта, Івіца Драгутинович, Хосе Антоніо Реєс, Антоніо Пуерта, Серхіо Рамос.
«Севілья» — незвичайний футбольний клуб. Він належить прихильникам, його акції розподілені серед кількох головних утримувачів і великої кількості вболівальників.
Клуб підтримує одну з найвідоміших навчальних академій в країні, яка випустила багато відомих гравців. ФК «Севілья» також просунув такі нововведення, як школа спортивних психологів, заснував власну радіостанцію «Севілья ФК Радіо» (перша подібна радіостанція в Іспанії), також у клуба є власний місцевий телеканал «TV SFC» та інші офіційні засоби масової інформації.

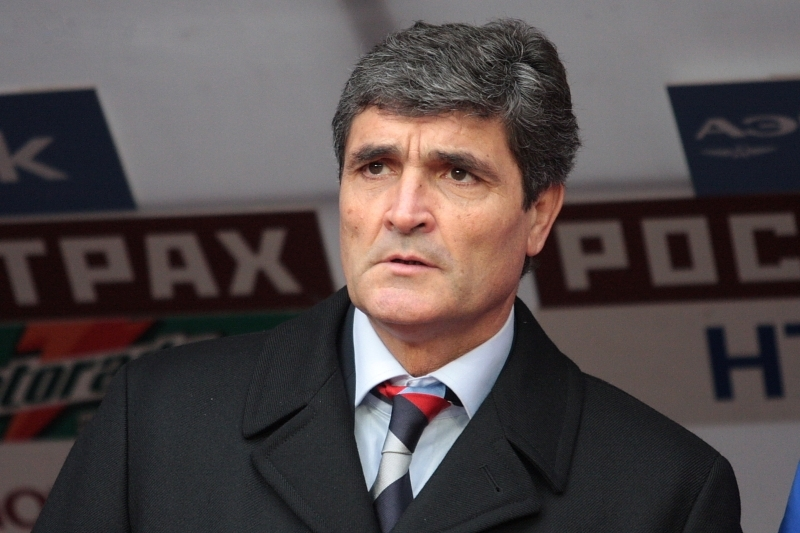
Хуанде Рамос здобув два Кубки УЄФА як тренер «Севільї» з 2005 по 2007 рік.

У клубу свій стадіон, відкритий в 1958 році. Названий на честь колишнього президента клубу Рамона Санчеса Пісхуан (Ramon Sanchez Pizjuan), стадіон вміщає 45 тисяч 500 чоловік.
Команда має комплекти білого кольору з червоними смугами на рукавах і чорними носками, для домашніх ігор і червоний, з біло-смугастими рукавами, для ігор на виїзді.
Президент ФК «Севілья» — Хосе Марія дель Нідо, головний тренер — Хосе Луїс Менділібар.
В липні 2015 року команда підписала контракт із українцем Євгеном Коноплянкою, перейшов до клубу на правах вільного агента.

## Склад команди
Станом на 21 червня 2025
| №  | Поз. | Нац.      | Гравець             |
| -- | ---- | --------- | ------------------- |
| 1  | ВР   | Іспанія   | Альваро Фернандес   |
| 2  | ЗХ   | Іспанія   | Хосе Анхель Кармона |
| 3  | ЗХ   | Іспанія   | Адрія Педроса       |
| 4  | ЗХ   | Іспанія   | Кіке Салас          |
| 5  | НП   | Швейцарія | Рубен Варгас        |
| 6  | ПЗ   | Сербія    | Неманя Гудель       |
| 7  | НП   | Іспанія   | Ісаак Ромеро        |
| 11 | ПЗ   | Бельгія   | Доді Лукебакіо      |
| 13 | ВР   | Норвегія  | Ер'ян Нюланд        |
| 14 | ПЗ   | Іспанія   | Пеке Фернандес      |

| №  | Поз. | Нац.      | Гравець               |
| -- | ---- | --------- | --------------------- |
| 15 | НП   | Нігерія   | Акор Адамс            |
| 18 | ПЗ   | Франція   | Люсьєн Агуме          |
| 20 | ПЗ   | Швейцарія | Джибріль Соу          |
| 21 | НП   | Нігерія   | Чідера Еджуке         |
| 22 | ЗХ   | Франція   | Лоїк Баде             |
| 23 | ЗХ   | Бразилія  | Маркан                |
| 24 | ЗХ   | Франція   | Тангі Ньянзу          |
| 26 | ПЗ   | Іспанія   | Хуанлу Санчес         |
| 27 | ПЗ   | Бельгія   | Станіс Ідумбо-Музамбо |
| 31 | ВР   | Іспанія   | Альберто Флорес       |

## Досягнення
- Чемпіон Іспанії (1) — 1945-46
- Володар Кубка Іспанії (5) — 1935, 1939, 1947-48, 2006-07, 2009-10
- Володар Суперкубка Іспанії (1) — 2007
- Володар Кубка УЄФА та Ліги Європи (7) — 2005-06, 2006-07, 2013-14, 2014-15, 2015-16, 2019-20, 2022-23
- Володар Суперкубка УЄФА (1) — 2006